# Manfred Miller
Manfred Miller (* 11. April 1943 in Reichenberg; † 4. Juni 2021 in Mainz) war ein deutscher Blues- und Popularmusikforscher und Musikjournalist.

## Leben
Manfred Miller studierte Philosophie, Musikwissenschaft und Soziologie, machte aber keinen Abschluss. Er schrieb in den 1960er-Jahren zum Beispiel für Jazz Podium.
Er arbeitete seit 1962 für Hörfunk und Fernsehen im Bereich Pop und Jazz. 1966/67 war er Hilfsredakteur bei der Deutschen Welle. während dieser Zeit organisierte und produzierte er die Aufnahmen, aus denen die erste LP von Peter Brötzmann entstand – For Adolphe Sax. 1968 bis 1970 leitete er die Jazzredaktion bei Radio Bremen und ermöglichte 1968 (durch Aufnahmen in der Lila Eule) die Produktion auch der zweiten LP-Aufnahmen von Peter Brötzmann (Machine Gun). Nach 1971 arbeitete er freischaffend. 1981 bis 1999 war er Redakteur im Regionalstudio Mainz des SWR (bzw. SWF).
Als Musikjournalist beschäftigte er sich insbesondere mit dem Blues und dessen sozialgeschichtlichem Hintergrund. Er war Mitgründer des SWF-Bluesfestivals in Lahnstein. Von Anfang der 1970er-Jahre hatte er eine Sendung Blues Time beim Südwestfunk. Eine besondere Note erfuhr die Sendung durch Millers Übersetzung der Texte in gereimte deutsche Verse. „Blues Time“ hatte bis 1989 einen festen Sendeplatz im 2. Programm des SWF/SWR.
1972 produzierte er mit Horst Königstein, Klaus Wellershaus († 2016), Tom Schroeder u. a. für NDR 3 eine dreizehnteilige Rock-Geschichte (Sympathy for the Devil), in der er (moderiert mit Alexis Korner, der gut Deutsch sprach und über Ernest Bornemann Verbindungen zu den Popularmusik-Sendungen bei Radio Bremen knüpfte) auch auf den Blues einging (Magara oder das Glück Angst zu haben, Teil 3,4). Zusammen mit Klaus Kuhnke schrieb er die 9-teilige NDR-Fernsehreihe Rock ’n’ Roll Music – Geschichten über amerikanische Musik (Redaktion und Regie: Horst Königstein), die von Januar bis Mai 1979 in den Dritten TV-Programmen HR III, West III, Nord III und Südwest III erstausgestrahlt wurde.
Mit Klaus Kuhnke und Peter Schulze präsentierte er 1974 bis 1976 auf Radio Bremen 2 eine Reihe von 52 einstündigen Hörfunksendungen zur Geschichte der populären Musik von den Anfängen bis 1947 (Roll over Beethoven) (dokumentiert bei Edition Eres). Die zweite Sendungsreihe, der Zeit ab 1945 gewidmet (federführend Klaus Kuhnke) begann Ende der siebziger Jahre. Die Sendung wurde von Radio Bremen mit dem Vorwurf politischer Indoktrination abgebrochen. Er ist mit dem 1988 verstorbenen Kuhnke und Schulze Mitbegründer des Klaus-Kuhnke-Archiv für Populäre Musik in Bremen, das Teil der Bremer Hochschule für Künste ist. Es basierte auf den jeweiligen eigenen Plattensammlungen der Gründer.
Miller, der im September 2020 für sein Wirken und Trachten im Rahmen des Lahnsteiner Blues-Festivals mit dem Preis Blues Louis ausgezeichnet wurde, ist am 4. Juni 2021 in Mainz einer Krebserkrankung erlegen.

## Schriften
- Die zweite Akkulturation – ein musiksoziologischer Versuch zur Entstehung des Swing, Jazzforschung/Jazz Research, Bd. 1, 1969, S. 148–159
- Kapitel Blues in Joachim Ernst Berendt Die Story des Jazz, rororo 1975, 1991
- mit Klaus Kuhnke, Peter Schulze: Schriften zur populären Musik: eine Auswahl-Bibliographie, Bremen, Schriftenreihe des Archivs für Populäre Musik, Bd. 1, 1975 (63 Seiten)
- mit Klaus Kuhnke, Peter Schulze: Geschichte der Pop-Musik, Bd. 1 (bis 1947), Bremen-Lilienthal, Eres Verlag 1976, 2. Auflage 1977
- Everyday I have the Blues. Notizen zu Geschichte und Funktion des Blues. In: Klaus Wolbert (Herausgeber): That's Jazz, 2001-Verlag, S. 63–76
- Und Blues ritt das Karnickel – vom überraschenden Erscheinen und mählichen Schwinden einer amerikanischen Musik im Land, aus dem der Käfer kam, in: Michael Rauhut, Reinhard Lorenz (Herausgeber) Ich hab den Blues schon etwas länger – Spuren einer Musik in Deutschland, Christoph Links Verlag, Berlin 2008 (mit kurzer Biographie)
- Um Blues und Groove – Afroamerikanische Musik im 20. Jahrhundert. Song Bücherei, Heupferd Musik Verlag, Dreieich 2017, ISBN 978-3-923445-18-9.